# 巴貝多元
巴貝多元是巴貝多自1882年起的流通貨幣。貨幣編號BBD。 輔幣單位為分，1元=100分。

## 流通中的貨幣

### 硬幣
- 1 分
  - 正面：巴巴多斯國徽
  - 背面：三叉
- 5 分
  - 正面：巴巴多斯國徽

巴巴多斯的流通硬幣。

  - 背面：南角燈塔（South Point Lighthouse）
- 10 分
  - 正面：巴巴多斯國徽
  - 背面：飛鷹
- 25 分
  - 正面：巴巴多斯國徽
  - 背面：摩根路易斯風車（Morgan Lewis Windmill）
- 1 元
  - 正面：巴巴多斯國徽
  - 背面：飛魚

### 紙幣

#### 2013 年

巴巴多斯2013年的紙幣系列。

- 2 元
  - 正面：約翰·雷德曼·巴庫
  - 背面：風車
- 5 元
  - 正面：弗蘭克·沃克爾
  - 背面：西印度群島大學
- 10 元
  - 正面：查爾斯·鄧肯·奧尼爾
  - 背面：查爾斯·鄧肯·奧尼爾大橋
- 20 元
  - 正面：塞繆爾·傑克曼·柏斯高
  - 背面：位於布里奇敦的議會大廈
- 50 元
  - 正面：埃羅爾·巴羅
  - 背面：位於布里奇敦的獨立廣場
- 100 元
  - 正面：格蘭特利·赫伯特·亞當斯
  - 背面：位於基督城教區的布里奇敦國際機場

#### 2007 年

巴貝多2007年使用的紙幣。

- 2 元
  - 正面：
  - 背面：
- 5 元
  - 正面：
  - 背面：
- 10 元
  - 正面：
  - 背面：
- 20 元
  - 正面：
  - 背面：
- 50 元
  - 正面：
  - 背面：
- 100 元
  - 正面：
  - 背面：

## 外部連結
- 巴貝多元紙幣介紹 （页面存档备份，存于）
- 唐的世界硬币画廊：Barbados
- 罗恩·怀斯的世界纸币：Barbados 镜像网站
- 环球货币历史：Barbados
- 《环球金融资料》货币历史表格（ 微软试算表格式）
- 巴巴多斯的钞票 （页面存档备份，存于） （英文）（德文）